# Рокитно (Більський повіт)
Рокитно (Рокітно, пол. Rokitno) — село в Польщі, у гміні Рокитно Більського повіту Люблінського воєводства. Населення — 782 особи (2011).

## Історія
1699 року вперше згадується унійна церква в селі.
За даними етнографічної експедиції 1869—1870 років під керівництвом Павла Чубинського, у селі проживали лише греко-католики, які розмовляли українською мовою.
У 1921 році село входило до складу гміни Рокитно Костянтинівського повіту Люблінського воєводства Польської Республіки.
За офіційним переписом населення Польщі 10 вересня 1921 року в селі налічувалося 79 будинків та 379 мешканців, з них:
- 184 чоловіки та 195 жінок;
- 139 православних, 235 римо-католиків, 5 християн (інших конфесій);
- 121 українець, 258 поляків.

У міжвоєнні 1918—1939 роки польська влада в рамках великої акції закриття та руйнування українських храмів на Холмщині і Підляшші перетворила місцеву православну церкву на римо-католицький костел.
За німецьким переписом 1940 року, у селі налічувалося 662 осіб, з них 110 українців, 527 поляків, 24 «русини» та 1 білорус; на однойменній колонії проживало 139 поляків. У 1943 році в селі мешкало 128 українців та 544 поляки (у колонії — 138 поляків).
2 та 19 липня 1947 року в рамках операції «Вісла» польською армією із села на терени Ольштинського воєводства було виселено 118 українців.
У 1975—1998 роках село належало до Білопідляського воєводства.

## Населення
Демографічна структура станом на 31 березня 2011 року:
|          | Загалом | Допрацездатний вік | Працездатний вік | Постпрацездатний вік |
| -------- | ------- | ------------------ | ---------------- | -------------------- |
| Чоловіки | 409     | 104                | 254              | 51                   |
| Жінки    | 373     | 85                 | 197              | 91                   |
| Разом    | 782     | 189                | 451              | 142                  |